# Elecciones presidenciales de Estados Unidos de 2016 en California
Las elecciones presidenciales de Estados Unidos en California de 2016 fueron las elecciones presidenciales en el estado de California para elegir al presidente durante las elecciones presidenciales de Estados Unidos de 2016. Los votantes de California eligieron a los electores para que los representen en el Colegio Electoral a través de un voto popular, enfrentando al candidato del Partido Republicano, el empresario Donald Trump, y su compañero de fórmula, el gobernador de Indiana, Mike Pence, contra el candidato del Partido Demócrata, la ex secretaria de Estado Hillary Clinton, y su compañero de fórmula, el senador de Virginia, Tim Kaine. California tuvo 55 votos electorales en el Colegio Electoral, la mayor cantidad de cualquier estado.
Clinton ganó el estado con el 61,73 por ciento de los votos, un margen del 30,11 por ciento y una diferencia de votos de 4.269.978. A pesar de ser el estado más grande del país por población, California solo le entregó a Trump su tercer mayor número de votos, detrás de Florida y Texas. A pesar de que Clinton perdió la presidencia, su margen de victoria en California fue el mayor de cualquier demócrata desde 1936. Esta fue apenas la cuarta vez en la historia de Estados Unidos que un republicano fue elegido presidente sin ganar California. También fue la primera demócrata en ganar el condado de Orange desde ese mismo año, lo que convirtió a Trump en el primer republicano en ganar la presidencia sin ganar el condado. El 31,62% de los votos de Trump sigue siendo el peor desempeño de un candidato presidencial republicano desde 1856. El estado fue uno de los 11 (junto con el Distrito de Columbia) que se inclinaron hacia los demócratas.
2016 marcó la primera vez desde 1940 en California que un candidato presidencial apareció como candidato de más de un partido, ya que Donald Trump fue nominado no solo por el Partido Republicano, sino también por el Partido Independiente Estadounidense.